# Beaglehole-Gletscher
Der Beaglehole-Gletscher ist ein Gletscher an der Foyn-Küste des Grahamlands im Norden der Antarktischen Halbinsel. Er fließt zwischen dem Spur Point und dem Friederichsen-Gletscher in südöstlicher Richtung zum Cabinet Inlet.
Das UK Antarctic Place-Names Committee benannte ihn nach dem neuseeländischen Polarhistoriker John Cawte Beaglehole (1901–1971), der eine bedeutende Biografie über den britischen Seefahrer James Cook verfasste.